# مردی که نمی‌شود تکانش داد
«مردی که نمی‌شود تکانش داد»(به انگلیسی: The Man Who Can't Be Moved) تک‌آهنگی از اسکریپت است که در سال ۲۰۰۸ میلادی منتشر شد.
این تک‌آهنگ در چارت‌های، دانمارک، ایرلند جزو ده ترانه اول قرار گرفت.